# San Jacinto Peak
De San Jacinto Peak (ook wel Mount San Jacinto) is de hoogste bergtop van het San Jacinto gebergte in het zuiden van de Amerikaanse staat Californië, en tevens een Californisch 'State Park' gelegen in Riverside County.
San Jacinto Peak is een van de meest topografisch prominente toppen in de Verenigde Staten en staat op de zesde plaats van de meest prominente top in de 48 aaneengesloten staten. De bergtop rijst bijna 3.000 meter boven het dal uit, en is de thuisbasis van de Cactus to Clouds trail.

## Beleving
Mount San Jacinto staat bekend om het contrast van twee werelden op verschillende hoogtes, die vooral in de zomer goed te beleven valt. Vanuit de woestijn kunnen bezoekers via een kabelbaan drie kilometer stijgen naar een aangename temperatuur met veel vegetatie; wat in contrast staat met het woestijn-oppervlak beneden aan de bergketen. Op de bergtop bevindt zich het Mount San Jacinto staatspark. Vele wandelwegen lopen over de San Jacinto summit.

## Geografie
Ten oosten van San Jacinto ligt ten oosten van de stad Palm Springs (hoogte 146 m); in het westen grenst het aan de berggemeenschap Idyllwild (hoogte 1650 m). De piek wordt ook vaak de berg San Jacinto genoemd. De steile helling van de noordwand, boven Snow Creek, stijgt meer dan 3.000 meter in 11 km. Dit is een van de grootste stijgingen op zo'n kleine horizontale afstand in de aaneengesloten staten.
Vanaf de top is de San Gorgonio-berg te zien over de San Gorgonio-pas. Ook zichtbaar zijn de Coachella Valley en de Salton Sea. Bovendien kan een groot deel van het Inland Empire, inclusief Ontario in het westen, op een heldere dag worden bekeken.
Mount San Jacinto is een van de 'Four Saints', een naam die af en toe wordt gebruikt om de vier bergen van meer dan 10.000 voet te beschrijven, genoemd naar katholieke heiligen in Zuid-Californië: San Jacinto Peak, Mount San Gorgonio (hoogste punt van de San Bernardino Mountains), San Bernardino Peak en Mount San Antonio (hoogste punt van het San Gabriel-gebergte).